# Borojoa
Borojoa é um género botânico pertencente à família Rubiaceae.